# Emily Stellato
Emily Stellato (née le 31 mai 1982) est une joueuse de tennis italienne.
Elle a remporté un tournoi en double sur le circuit professionnel WTA.

## Palmarès

### Titre en double dames
| No | Date       | Nom et lieu du tournoi           | Catégorie | Dotation  | Surface      | Partenaire            | Finalistes                                 | Score    |          |
| -- | ---------- | -------------------------------- | --------- | --------- | ------------ | --------------------- | ------------------------------------------ | -------- | -------- |
| 1  | 07-07-2003 | Internazionali Femminili Palerme | Tier V    | 110 000 $ | Terre (ext.) | Adriana Serra Zanetti | María José Martínez Arantxa Parra Santonja | 6-4, 6-2 | Parcours |

### Finale en double dames
Aucune

## Classements WTA en fin de saison

### En simple
| Année | 2000 | 2001 | 2002 | 2003 | 2004 | 2005 | 2006 |
| Rang  | 1206 | 1077 | 456  | 466  | 365  | 410  | 850  |

Source : (en) « Classements de Emily Stellato », sur le site officiel du WTA Tour

### En double
| Année | 2002 | 2003 | 2004 | 2005 | 2006 |
| Rang  | 357  | 171  | 271  | 313  | 576  |

Source : (en) « Classements de Emily Stellato », sur le site officiel du WTA Tour